# Championnat d'Irak de football 1987-1988
Navigation
Saison précédente Saison suivante
La saison 1987-1988 du Championnat d'Irak de football est la quatorzième édition de la première division en Irak, l' Iraqi Premier League. Elle regroupe, sous forme d'une poule unique, les seize meilleures équipes du pays qui se rencontrent deux fois, à domicile et à l'extérieur. En fin de saison, il n'y a ni promotion, ni relégation car la compétition change complètement de formule dès l'année suivante.
C'est le club d'Al Rasheed, tenant du titre, qui remporte à nouveau le championnat cette saison après avoir terminé en tête du classement final, avec quatre points d'avance sur Al Jaish Bagdad et six sur Al Tayaran Bagdad. C'est le second titre de champion d'Irak de l'histoire du club, qui réussit même le doublé en s'imposant, après la séance de tirs au but, lors de la finale de la Coupe d'Irak, face à Al-Zawra'a SC.

## Les clubs participants
| - Al Tayaran Bagdad - Al Sina'a Bagdad - Al Shorta Bagdad - Al-Zawra'a SC - Talaba SC - Al Rasheed - Najaf FC - Promu de D2 - Al Mina'a Bassora - Promu de D2 | - Bahri FC - Al Shabab Bagdad - Mossoul FC - Al Nafat Bagdad - Al Jaish Bagdad - Salahaddin FC - Arbil SC - Promu de D2 - Tijara FC - Promu de D2 |

## Compétition
Le barème de points servant à établir les classements se décompose ainsi :
- Victoire : 2 points
- Match nul : 1 point
- Défaite : 0 point

### Classement
| Rang | Équipe             | Pts | J  | G | N | P | Bp | Bc | Diff |
| ---- | ------------------ | --- | -- | - | - | - | -- | -- | ---- |
| 1    | Al Rasheed'T'C     | 47  | 30 |   |   |   |    |    |      |
| 2    | Al Jaish Bagdad    | 43  | 30 |   |   |   |    |    |      |
| 3    | Al Tayaran Bagdad  | 41  | 30 |   |   |   |    |    |      |
| 4    | Al Shabab Bagdad   | 37  | 30 |   |   |   |    |    |      |
| 5    | Al-Zawra'a SC      | 36  | 30 |   |   |   |    |    |      |
| 6    | Al Sina'a Bagdad   | 34  | 30 |   |   |   |    |    |      |
| 7    | Al Nafat Bagdad    | 31  | 30 |   |   |   |    |    |      |
| 8    | Talaba SC          | 30  | 30 |   |   |   |    |    |      |
| 9    | Al Shorta Bagdad   | 29  | 30 |   |   |   |    |    |      |
| 10   | Tijara FCP         | 28  | 30 |   |   |   |    |    |      |
| 11   | Bahri FC           | 26  | 30 |   |   |   |    |    |      |
| 12   | Al Mina'a BassoraP | 23  | 30 |   |   |   |    |    |      |
| 13   | Salahaddin FC      | 22  | 30 |   |   |   |    |    |      |
| 14   | Mossoul FC         | 20  | 30 |   |   |   |    |    |      |
| 15   | Arbil SCP          | 20  | 30 |   |   |   |    |    |      |
| 16   | Najaf FCP          | 13  | 30 |   |   |   |    |    |      |

|  | Qualification pour la Coupe d'Asie des clubs champions 1988-1989     |
|  | T : Tenant du titre C : Vainqueur de la Coupe d'Irak P : Promu de D2 |

## Bilan de la saison
| Championnat d'Irak de football 1987-1988   |                       |
| Champion                                   | Al Rasheed (2e titre) |
| Coupes et trophées                         |                       |
| Vainqueur de la Coupe d'Irak 1987-1988     | Al Rasheed            |
| Qualifications continentales               |                       |
| Coupe d'Asie des clubs champions 1988-1989 | Al Rasheed            |
| Promotions et relégations                  |                       |
| Promus en Iraqi Premier League             | Aucun                 |
| Relégués en Iraqi Second League            | Aucun                 |